# Alan Mistero
Alan Mistero es una historieta italiana del Oeste creada en 1965 por el trío "EsseGesse", compuesto por los historietistas turineses Giovanni Sinchetto (1922-1991), Dario Guzzon (1926-2000) y Pietro Sartoris (1926-1989).

## Trayectoria editorial
Inicialmente fue publicada por la casa editorial SISAG, fundada por los mismos autores. Apareció por primera vez el 23 de abril de 1965, con el episodio titulado "Guerra ai desperados". Tras el cierre de la primera edición, el 24 de septiembre del mismo año, las historias fueron reeditadas por Sergio Bonelli Editore en los álbumes de Il Comandante Mark, otro cómic de EsseGesse, donde también se publicaron nuevos episodios creados para el mercado francés.

## Argumento
Alan Mistero es un justiciero robusto y pelirrojo, muy hábil con las pistolas y el disfraz. Sus socios de aventuras son el refinado Conte y el glotón Polpetta.